# Buchbach (Austria)
Buchbach è un comune austriaco di 347 abitanti nel distretto di Neunkirchen, in Bassa Austria.